# Обикновен дъждовен червей
Обикновните дъждовни червеи (Lumbricus terrestris) са вид клителумни червеи от семейство Lumbricidae.
Таксонът е описан за пръв път от Карл Линей през 1758 година.

## Подвидове
- Lumbricus terrestris agricola
- Lumbricus terrestris lacteus